# Macklemore
Ben Haggerty (n. 19 iunie 1983) cunoscut sub numele său de scenă Macklemore, este un rapper american.
El a început să cânte în anul 2000, iar acum colaborează cu producătorul Ryan Lewis, violonistul Andrew Joslyn și trompetistul  Owuor Arunga.
El este cunoscut și datorita noului hit „Thrift Shop” la care a contribuit cu Wanz și Ryan Lewis.
Melodia a fost postată pe YouTube și vizualizată de peste 400 de milioane de ori, și a atins locul 1 în Billboard, vânzându-se peste 2,2 milioane de copii.
A doua sa melodie a fost „Can't hold us”, cântată împreună cu Ryan Lewis.
În 9 octombrie 2012, el și-a lansat albumul "The Heist", care a atins locul 2 în Billboard 200 chart.